# Jean-Charles de Castelbajac

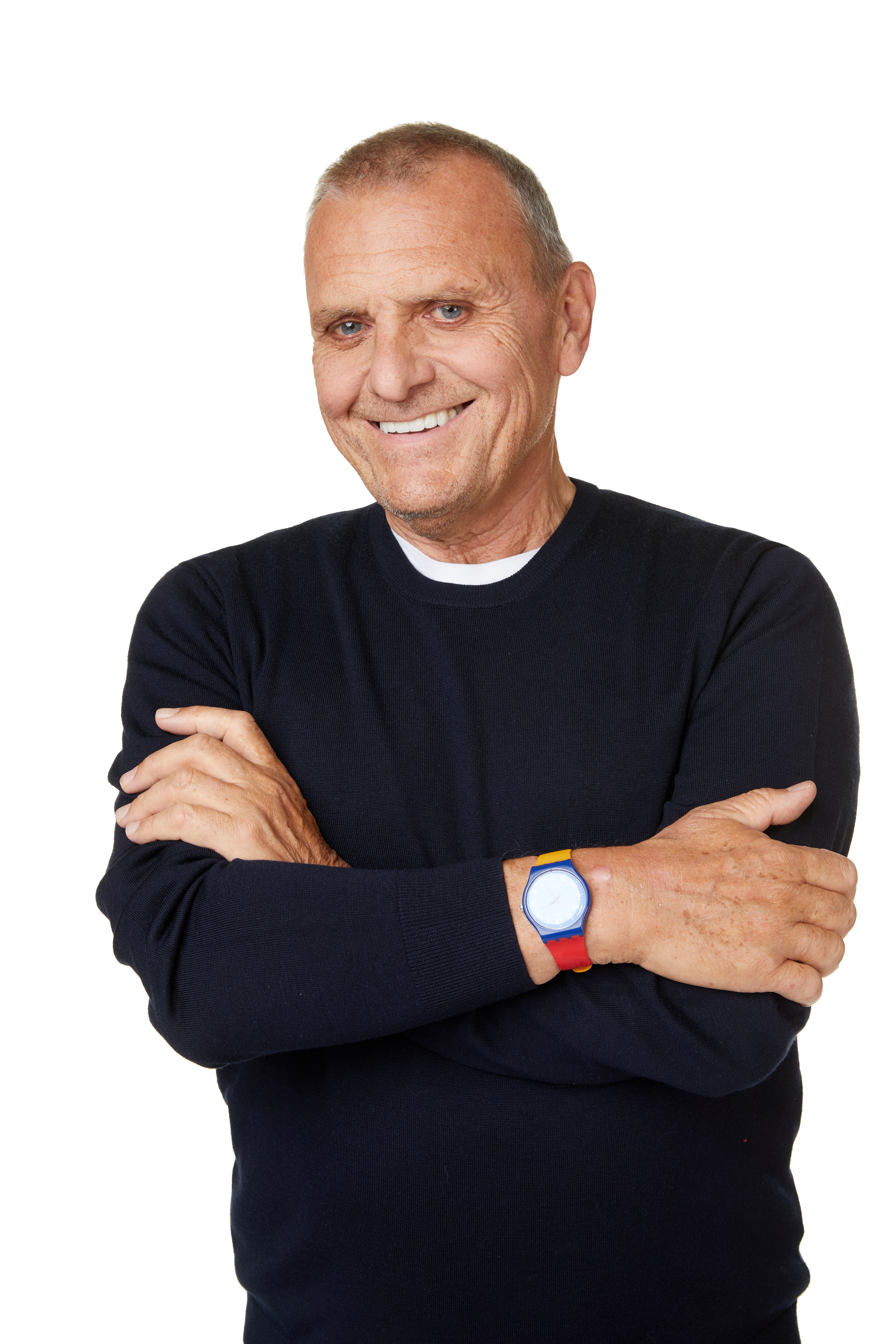
Jean-Charles de Castelbajac

Jean-Charles de Castelbajac (Casablanca, 28 novembre 1949) è uno stilista francese discendente di un'antica famiglia nobile del Bigorre.

## Biografia
Figlio di Luigi, marchese di Castelbajac e Jeanne-Blanche (nata Bissonet), appassionato di storia militare, la sua infanzia viene segnata da Annibale Barca, Bertrand du Guesclin, Xaintrailles Barbazan, Pierre Basile, Le Grand Ferré e Jeanne Hachette.
Nel 1967 incontra a Limoges, il dadaista Raoul Hausmann. Questo è anche l'anno del suo primo film, la sua prima moto (BMW 500) e la creazione della sua prima giacca.
Nel 1969, la madre Jeanne-Blanche de Castelbajac, fonda Ko e Co con sede a Limoges, dove Jean-Charles svilupperà la sua prima collezione. La sua prima sfilata nel 1969 sarà caratterizzata da un uso improprio di stracci, spugne, tessuti tela cerata o di camuffamento. Lo stesso anno, recluta Chantal Thomass e Kenzo per Ko e Co. Nel 1970, disegna i costumi per il "triangolo colpisce ancora Marc'O del TNP," Dany e l'Alcazar. Questo è anche l'anno in cui incontra Jean-François Bizot e Roland Topor. Conta tra i suoi clienti V V, Pierre d'Alby e la Blue House. In Italia crea una linea di jeans chiamata Gesù.
Nel 1973, entra a far parte del gruppo di «Creatori e industriali» creato dalla designer Andrée Putman e dall'industriale Didier Grumbach. Le sue creazioni, grazie all'uso di bande Velpeau e nylon, prendono un aspetto futuristico.
La sfilata alla Camera di Commercio del 1974 segna l'arrivo del primo piumino e del poncho a due posti. Produce una line di abbigliamento da sci con Robert Malaval. Incontra a Londra Malcolm McLaren e Vivienne Westwood. Inizia a collezionare arte contemporanea. Apre il suo primo concept store a Parigi, al 31 di Place du Marché Saint-Honoré.
Nel 1976, crea in Italia per Max Mara la collezione "Sportmax". Nello stesso periodo collabora con Giuliana Marchini Gerani alla linea "Iceberg" del gruppo Gilmar. Questo è anche l'inizio della campagna fotografica "Le Contemporains" di Oliviero Toscani. Nel 1977, sfila per la prima volta in Giappone. Incontra Farrah Fawcett e realizza i costumi per la serie televisiva americana "Charlie's Angels" e Io e Annie.
Nel 1979, incontra il designer Roger Tallon, con il quale sviluppa il progetto "Air France concetto generale." Lascia il gruppo "Creatori e industriali" per mettersi in proprio.
Nel 1982, crea i suoi primi abiti-quadro, dipinti da Jean-Charles Blais, Combas, Loulou Picasso, Ben Sahan, Annette Messager, Gérard Garouste, Hervé Di Rosa e Miquel Barceló. Nel 1983, crea una collezione ispirata a personaggi popolari come Topolino e il re di Francia, Luigi XVI. Collabora con Robert Mapplethorpe, Cindy Sherman, Peter Hujar per una serie di foto dei suoi modelli. Incontra Keith Haring e Jean-Michel Basquiat.
Nel 1984, aiutato da un tagger, crea abiti graffiti. Nel 1985 espone le sue creazioni al museo d'arte moderna a Troyes. L'anno seguente collabora con K-Way, ed espone presso il Fashion Institute of Technology di New York.
Nel 2008, concede un'intervista alla rivista Fascineshion, in cui parla della sua famiglia, della sua infanzia, della sua influenza del suo lavoro, e la sua passione per i graffiti e la street art.